# Lijst van kerken in Maastricht
Hieronder volgt een overzicht van kerkgebouwen in de Nederlandse stad Maastricht. In de lijst zijn tevens een aantal verdwenen kerken en kapellen opgenomen. Een drietal gebouwen van niet-christelijke religies zijn eveneens opgenomen. Kerkgenootschappen zonder eigen gebouw zijn niet opgenomen.
| Kerk                                                              | Adres                                             | Wijk                        | Functie                                                                                        | Foto |
| ----------------------------------------------------------------- | ------------------------------------------------- | --------------------------- | ---------------------------------------------------------------------------------------------- | ---- |
| Sint-Walburgakerk                                                 | Ambyerstraat-Noord 1                              | Amby                        | Rooms-katholieke parochiekerk                                                                  |      |
| Sint-Jozefkerk                                                    | Peymeestersdreef                                  | Belfort                     | Rooms-katholieke parochiekerk                                                                  |      |
| Immanuëlkerk                                                      | Brusselseweg 500                                  | Belvédère                   | Volle Evangelie Gemeente                                                                       |      |
| Sint-Theresiakerk                                                 | Sint Theresiaplein 8                              | Biesland                    | Rooms-katholieke parochiekerk                                                                  |      |
| Juvenaatskapel Broeders van Maastricht (kapel Trichtercollege)    | Tongerseweg 135                                   | Biesland                    | voormalige juvenaatskapel; thans schoolaula                                                    |      |
| Sint-Corneliuskerk                                                | Kerkstraat 10                                     | Borgharen                   | Rooms-katholieke parochiekerk                                                                  |      |
| Sint-Hubertuskerk                                                 | Bosscherweg 161                                   | Boschpoort                  | voormalige parochiekerk; thans sportschool                                                     |      |
| Sint-Lambertuskerk                                                | Koningin Emmaplein 7                              | Brusselsepoort              | voormalige parochiekerk, nu is er een laboratorium van Synapse gevestigd                       |      |
| Sint-Annakerk                                                     | Via Regia / Dokter Van Kleefstraat 12             | Brusselsepoort              | Rooms-katholieke parochiekerk                                                                  |      |
| Kapel Kweekschool Immaculata                                      | Brusselseweg                                      | Brusselsepoort              | voormalige klooster- en internaatskapel; thans onderwijsruimte                                 |      |
| Kapel ziekenhuis Sint Annadal                                     | Sint Annadal                                      | Brusselsepoort              | voormalige ziekenhuiskapel; thans rechtbank Limburg                                            |      |
| Kerk van de Evangelische Gemeente Maastricht                      | Aesculaapstraat 4                                 | Brusselsepoort              | Evangelische kerk                                                                              |      |
| El Fath-moskee                                                    | Weustenraadstraat-Sint Lucassingel                | Brusselsepoort              | Marokkaans-Nederlandse moskee                                                                  |      |
| Tevhid-moskee                                                     | Weustenraadstraat                                 | Brusselsepoort              | Stichting Tevhid / Turks-Nederlandse moskee                                                    |      |
| Sint-Christoforuskerk                                             | Prestantstraat                                    | Caberg                      | voormalige parochiekerk; op de toren na gesloopt in 1999                                       |      |
| Heilig-Hart-van-Jezuskerk                                         | Van Akenweg 63                                    | Oud-Caberg                  | Rooms-katholieke parochiekerk                                                                  |      |
| Sint-Servaasbasiliek                                              | Keizer Karelplein / Vrijthof                      | Centrum-Binnenstad          | voormalige kapittelkerk; thans Rooms-katholieke parochiekerk-dekenaatskerk                     |      |
| Sint-Janskerk                                                     | Henric van Veldekeplein / Vrijthof                | Centrum-Binnenstad          | voormalige parochiekerk; thans Protestantse kerk                                               |      |
| Kapel Sint-Servaasgasthuis                                        | Vrijthof-Platielstraat                            | Centrum-Binnenstad          | voormalige gasthuiskapel; gesloopt 1821                                                        |      |
| Sint-Jacobsgasthuiskapel                                          | Vrijthof-Bredestraat                              | Centrum-Binnenstad          | voormalige gasthuiskapel; gesloopt begin 19e eeuw                                              |      |
| Wittevrouwenkapel                                                 | Vrijthof                                          | Centrum-Binnenstad          | voormalige kloosterkerk; gesloopt ca 1800                                                      |      |
| Onze-Lieve-Vrouwebasiliek                                         | Onze-Lieve-Vrouweplein 9                          | Centrum-Binnenstad          | voormalige kapittelkerk; thans Rooms-katholieke parochiekerk                                   |      |
| Sint-Nicolaaskerk                                                 | Onze-Lieve-Vrouweplein                            | Centrum-Binnenstad          | voormalige parochiekerk; gesloopt in 1838                                                      |      |
| Sint-Vincentiuskapel                                              | Bredestraat-hoek Onze-Lieve-Vrouweplein           | Centrum-Binnenstad          | voormalige kerspelkapel; gesloopt (17e/18e eeuw?)                                              |      |
| Dominicanenkerk                                                   | Dominikanerkerkplein                              | Centrum-Binnenstad          | voormalige kloosterkerk; thans boekhandel                                                      |      |
| Jezuïetenkerk                                                     | Achter de Comedie 1, 14-16                        | Centrum-Binnenstad          | voormalige kloosterkerk; thans Bonbonnière (theater, feestzalen)                               |      |
| Sint-Amorkapel                                                    | Sint Amorsplein                                   | Centrum-Binnenstad          | voormalige kerspelkapel; gesloopt in 1653                                                      |      |
| Sint-Joriskapel                                                   | Grote Staat                                       | Centrum-Binnenstad          | voormalige kerspelkapel; gesloopt in 1617                                                      |      |
| Heilige-Geestkapel                                                | Grote Staat-Heilige Geest (steeg bij Markt)       | Centrum-Binnenstad          | voormalige kerspelkapel; waarschijnlijk in de 19e eeuw gesloopt                                |      |
| Sint-Evergisluskapel                                              | Maastrichter Brugstraat-hoek Kesselskade          | Centrum-Binnenstad          | voormalige kerspelkapel; gesloopt in de 17e eeuw                                               |      |
| Maria-ten-Oeverenkapel (of Sancta Maria Minor)                    | Mariastraat-hoek Kesselskade                      | Centrum-Binnenstad          | voormalige kerspelkapel; gesloopt in 1610                                                      |      |
| Augustijnenkerk                                                   | Mariastraat-hoek Kesselskade                      | Centrum-Binnenstad          | voormalige kloosterkerk; thans verenigings- en repetitielokaal van de Mastreechter Staar       |      |
| Kapel Vincentiusvereniging                                        | Jodenstraat                                       | Centrum-Binnenstad          | voormalige kapel Sint-Vincentiusvereniging; thans Museum De Historische Drukkerij              |      |
| Reparatricenkapel                                                 | Kapoenstraat                                      | Centrum-Binnenstad          | voormalige kloosterkerk; gesloopt ca 1988                                                      |      |
| Lutherse Kerk                                                     | Hondstraat 14                                     | Centrum-Binnenstad          | Evangelisch-Lutherse Kerk (in juni 2013 gesloten)                                              |      |
| Sint-Matthiaskerk                                                 | Boschstraat 99                                    | Centrum-Boschstraatkwartier | Rooms-katholieke parochiekerk                                                                  |      |
| Sint-Catharinakerk                                                | Boschstraat                                       | Centrum-Boschstraatkwartier | voormalige kerspel- en parochiekapel; afgebroken in de 19e eeuw                                |      |
| Penitentenkapel                                                   | Boschstraat-Hochterpoort                          | Centrum-Boschstraatkwartier | voormalige kloosterkerk; afgebroken omstreeks 1866                                             |      |
| Kloosterkapel Zusters van het Arme Kind Jezus (Refugie van Hocht) | Boschstraat-Hochterpoort                          | Centrum-Boschstraatkwartier | voormalige kloosterkapel                                                                       |      |
| Antonietenkerk                                                    | Sint-Teunisstraat-Biesenwal                       | Centrum-Boschstraatkwartier | voormalige kloosterkerk; gesloopt in 1848                                                      |      |
| Kloosterkerk Commanderij Nieuwen Biesen                           | Biesenstraat                                      | Centrum-Boschstraatkwartier | voormalige kloosterkerk; tussen 1793 en 1824 verwoest/gesloopt                                 |      |
| Oude Minderbroederskerk                                           | Sint Pieterstraat 5                               | Centrum-Jekerkwartier       | voormalige kloosterkerk; thans Regionaal Historisch Centrum Limburg                            |      |
| Bogaardenkapel                                                    | Witmakersstraat                                   | Centrum-Jekerkwartier       | voormalige kloosterkerk; gesloopt in de 19e eeuw                                               |      |
| Nieuwenhofkapel                                                   | Zwingelput                                        | Centrum-Jekerkwartier       | voormalige kloosterkerk; thans University College Maastricht                                   |      |
| Sint-Hilariuskapel                                                | Sint Hilariusstraat-Tafelstraat-Sint Pieterstraat | Centrum-Jekerkwartier       | voormalige kerspelkapel; ca 1732 afgebroken voor de bouw van de Waalse kerk                    |      |
| Sint-Agathakapel                                                  | Tafelstraat                                       | Centrum-Jekerkwartier       | voormalige gasthuiskapel; verwoest in 1579?, wellicht deels bewaard in tuinhuis Tafelstraat 28 |      |
| Kapel Faliezustersklooster (Sint-Catharinadal)                    | Falziezusterspark                                 | Centrum-Jekerkwartier       | voormalige kloosterkerk; afgebroken                                                            |      |
| Grauwzusterskapel (Sint-Elisabethsdal)                            | De Bosquetplein                                   | Centrum-Jekerkwartier       | voormalige kloosterkerk; thans Natuurhistorisch Museum Maastricht                              |      |
| Bonnefantenkerk                                                   | Ezelmarkt                                         | Centrum-Jekerkwartier       | voormalige kloosterkerk; thans studentencentrum Universiteit Maastricht                        |      |
| Kapel Hof van Sint-Monica (vm kapel RK Weeshuis)                  | Lenculenstraat                                    | Centrum-Jekerkwartier       | voormalige weeshuis- en kloosterkapel; expositiekapel                                          |      |
| Waalse kerk                                                       | Sint Pieterstraat 6                               | Centrum-Jekerkwartier       | voormalige Waalse kerk; thans Nederlands Gereformeerde Kerk                                    |      |
| Tweede Jezuïetenkerk (Heilig-Hartkerk)                            | Tongersestraat                                    | Centrum-Jekerkwartier       | voormalige kloosterkerk; gesloopt in 1976                                                      |      |
| Derde Jezuïetenkerk                                               | Tongersestraat                                    | Centrum-Jekerkwartier       | voormalige kloosterkerk; thans studiezaal Universiteit Maastricht                              |      |
| Kruisherenkerk                                                    | Kruisherengang 21                                 | Centrum-Kommelkwartier      | voormalige kloosterkerk; thans Kruisherenhotel (hotel)                                         |      |
| Kloosterkerk Zusters Onder de Bogen                               | Sint Servaasklooster                              | Centrum-Kommelkwartier      | Rooms-katholieke kloosterkerk                                                                  |      |
| Sint-Nicolaaskapel                                                | Kommel                                            | Centrum-Kommelkwartier      | voormalige gasthuis- en kerspelkapel; gesloopt in de 19e eeuw(?)                               |      |
| Calvariekapel                                                     | Calvariestraat                                    | Centrum-Kommelkwartier      | voormalige kloosterkerk; thans zonder functie                                                  |      |
| Tweede Minderbroederskerk                                         | Minderbroedersberg 4-6                            | Centrum-Kommelkwartier      | voormalige kloosterkerk; thans bestuurszetel Universiteit Maastricht                           |      |
| Derde Minderbroederskerk                                          | Patersbaan                                        | Centrum-Kommelkwartier      | voormalige kloosterkerk; gesloopt in 1971                                                      |      |
| Sterrepleinkerk                                                   | Hoek Sterreplein-Louis Loyensstraat 1             | Centrum-Sint Maartenspoort  | voormalige gereformeerde kerk; thans atelier                                                   |      |
| Sint-Andrieskerk                                                  | Achter de Barakken                                | Centrum-Statenkwartier      | voormalige kloosterkerk; thans atelier                                                         |      |
| Cellebroederskapel                                                | Cellebroedersstraat                               | Centrum-Statenkwartier      | voormalige kloosterkerk; thans oecumenische gemeente, concertzaal                              |      |
| Beyartkerk                                                        | Brusselsestraat                                   | Centrum-Statenkwartier      | voormalige kloosterkerk; thans ruïne                                                           |      |
| Tweede Beyartkerk                                                 | Brusselsestraat                                   | Centrum-Statenkwartier      | voormalige kloosterkerk; gesloopt in 1980                                                      |      |
| Capucijnenkerk                                                    | Capucijnengang 6                                  | Centrum-Statenkwartier      | voormalige kloosterkerk; van 1985-2016 Lumière Cinema                                          |      |
| Kapel Capucijnenhof                                               | Capucijnengang 3                                  | Centrum-Statenkwartier      | voormalige kloosterkerk; thans woningen                                                        |      |
| Miséricordekapel                                                  | Capucijnestraat-Miséricordeplein                  | Centrum-Statenkwartier      | voormalige kloosterkapel; thans City Center                                                    |      |
| Ursulinenkapel                                                    | Capucijnenstraat                                  | Centrum-Statenkwartier      | voormalige kloosterkerk; thans Museum N More (museum)                                          |      |
| Kapel Twaalf Apostelenhofje                                       | Bogaardenstraat                                   | Centrum-Statenkwartier      | voormalige instellingskapel; thans woonruimte                                                  |      |
| Synagoge                                                          | Bogaardenstraat-Capucijnengang                    | Centrum-Statenkwartier      | Nederlands-Israëlietische synagoge                                                             |      |
| Sint-Martinuskerk                                                 | Rechtstraat 2                                     | Centrum-Wyck                | Rooms-katholieke parochiekerk                                                                  |      |
| Sint-Gilliskapel                                                  | Hoogbrugstraat                                    | Centrum-Wyck                | voormalige hospitaalkapel; afgebroken in 1795                                                  |      |
| Annunciatenkerk                                                   | Wycker Grachtstraat                               | Centrum-Wyck                | voormalige kloosterkerk; grotendeels gesloopt en/of ingebouwd                                  |      |
| Sint-Gerarduskerk                                                 | Wycker Grachtstraat                               | Centrum-Wyck                | voormalige hulp-parochiekerk; gesloten in 1977; in 2012 te koop                                |      |
| San Salvatorkerk                                                  | Penatenhof                                        | Daalhof                     | Rooms-katholieke parochiekerk                                                                  |      |
| Sint-Monulfus en Gondulfuskerk                                    | Roserije                                          | De Heeg                     | Rooms-katholieke parochiekerk                                                                  |      |
| Sint-Petrus' Bandenkerk                                           | Dorpstraat                                        | Heer                        | Rooms-katholieke parochiekerk                                                                  |      |
| Kloosterkapel Opveld                                              | Veldstraat                                        | Heer                        | Rooms-katholieke kloosterkerk                                                                  |      |
| Beth-elkerk                                                       | Godefridus van Heerstraat 1                       | Heer                        | Molukse Evangelische Kerk                                                                      |      |
| Sint-Michaëlkerk                                                  | Heugemer Pastoorstraat 15                         | Heugem                      | Rooms-katholieke parochiekerk                                                                  |      |
| Don Boscokerk / Baptistenkerk                                     | Kardinaal van Rossumplein 97                      | Heugemerveld                | Voormalige Rooms-katholieke parochiekerk; vanaf 2017 baptistengemeente                         |      |
| Sint-Martinuskerk                                                 | Brigidastraat 66                                  | Itteren                     | Rooms-katholieke parochiekerk                                                                  |      |
| Johannes de Doperkerk                                             | Dolmansstraat                                     | Limmel                      | Rooms-katholieke parochiekerk                                                                  |      |
| Vier Evangelistenkerk                                             | Dukaatruwe                                        | Malberg                     | Rooms-katholieke parochiekerk                                                                  |      |
| Onze-Lieve-Vrouw-van-Goede-Raadkerk                               | Malpertuisplein 60                                | Malpertuis                  | voormalige parochiekerk; thans Opera Zuid (kantoren, oefenruimte)                              |      |
| Onbevlekt Hart van Mariakerk                                      | Fatimaplein 94                                    | Mariaberg                   | voormalige parochiekerk (tot 2011; thans fitnesscentrum)                                       |      |
| Antonius van Paduakerk                                            | Kasteel Schaloenstraat                            | Nazareth                    | voormalige parochiekerk; gesloopt in 2009 (op de toren na)                                     |      |
| Christus' Hemelvaartkerk / Surp Karapetkerk                       | Potterieplein 50                                  | Pottenberg                  | voormalige parochiekerk; sinds 2012 Armeens-Apostolische Kerk                                  |      |
| Antonius van Paduakerk                                            | Wethouder van Caldenborghlaan                     | Scharn                      | Rooms-katholieke parochiekerk                                                                  |      |
| Koninkrijkszaal                                                   | Bemelergrubbe 7                                   | Scharn                      | Koninkrijkszaal Jehova's getuigen                                                              |      |
| Sint-Pieter boven (Allerheiligste Verlosser H. Petrus)            | Ursulinenweg 2                                    | Sint Pieter op de Berg      | Rooms-katholieke parochiekerk                                                                  |      |
| Sint-Pieter beneden                                               | Willibrordusstraat 12                             | Villapark                   | Rooms-katholieke parochiekerk                                                                  |      |
| Onze-Lieve-Vrouw-van-Lourdeskerk                                  | President Rooseveltlaan 215                       | Wittevrouwenveld            | Rooms-katholieke parochiekerk                                                                  |      |
| Sint-Guliëlmuskerk / Lighthouse                                   | Aartshertogenplein 89-91                          | Wittevrouwenveld            | voormalige parochiekerk (tot 2015); vanaf 2017 in gebruik door de Lighthouse gemeente          |      |
| Heilig Hart van Jezuskerk (Koepelkerk)                            | Heerderweg                                        | Wyckerpoort                 | Rooms-katholieke parochiekerk; Eritrees-Orthodoxe Tewahedo Kerk                                |      |
| Heilige Familiekerk                                               | Old Hickoryplein 1                                | Wyckerpoort                 | voormalige parochiekerk; gesloopt in 1999                                                      |      |
| Sint-Petrus-en-Pauluskerk                                         | Monseigneur Frankenplein 2                        | Wolder                      | Rooms-katholieke parochiekerk                                                                  |      |

* betekent: niet langer in gebruik voor religieuze doeleinden; ** betekent: (deels) gesloopt, verdwenen